# Rolf Römer (Schauspieler)
Rolf Römer, eigentlich Rolf Specht (* 20. September 1935 in Königswinter, Siegkreis, Rheinprovinz; † 15. März 2000 in Berlin), war ein deutscher Schauspieler und Regisseur.

## Leben
Rolf Römer lebte während des Zweiten Weltkriegs in Struppen bei Pirna. Er wurde als Schüler „wegen Aufsässigkeit und Unbeherrschtheit“ von der Oberschule in Pirna relegiert. Danach arbeitete er zunächst als Bauarbeiter und Traktorist, d. h. als Kraftfahrer, in Landwirtschaftlichen Produktionsgenossenschaften (LPG) und begann 1952 eine Ausbildung zum Maurer. Danach verpflichtete er sich zum freiwilligen Grundwehrdienst in der Kasernierten Volkspolizei (ab 1956 Nationale Volksarmee) und wurde nach Eggesin eingezogen.
Nach Abschluss seines Schauspielstudiums von 1956 bis 1960 an der Deutschen Hochschule für Filmkunst in Potsdam-Babelsberg erhielt Römer 1960 sein erstes Engagement am Theater der Bergarbeiter in Senftenberg als Charakterdarsteller. Im Jahr 1963 wechselte er ins Filmfach. Mehrere gesellschaftskritische Filme, in denen er mitwirkte, wurden durch das 11. Plenum des Zentralkomitees der SED auf den Index gestellt. Popularität erlangte er durch seine Rollen in den DEFA-Indianerfilmen Die Söhne der großen Bärin, Chingachgook, die große Schlange und Tecumseh.
Die Erfolge dieser Indianerfilme befriedigten ihn nicht. Um einer Festlegung auf ein bestimmtes Fach zu entgehen, übernahm Römer selbst Regie und drehte mehrere erotische Komödien, in denen seine Ehefrau, die Schauspielerin Annekathrin Bürger, die Hauptrolle spielte und die in der DDR zu großen Erfolgen wurden. Römer gehörte zu den Unterzeichnern des Protestes gegen die Ausbürgerung des Liedermachers Wolf Biermann. Aus diesem Grund wurde Römer von den DDR-Kulturpolitikern ins Abseits geschoben. Er war Autor, Regisseur und Darsteller des in der DDR umstrittenen Fernsehfilmes Schuldig aus der Reihe Polizeiruf 110. Nach der Ausstrahlung des Filmes 1978 erhielt er bei DEFA und Fernsehen keine namhaften Aufträge mehr. Bis 1989 wirkte er vor allem als Sprecher in Hörspielen und Trickfilmserien.
Auch nach der Wende fand Römer, der in Vergessenheit geraten war, für seine Drehbücher keine Produzenten. Er drehte Dokumentarfilme und engagierte sich bei sozialen Projekten in Russland: Zusammen mit seiner Frau gründete er 1993 den Verein Waisenkinder vom Don. Zuletzt war Römer noch vereinzelt im Radio zu hören, wie 1996 im Kriminalhörspiel Affenliebe in Brandenburg von Uta-Maria Heim. 1999 war er der Sprecher des Trickfilms Abenteuer mit Fix und Fax – Das fliegende Geschenk von Udo Lemke und Ralf Kukula. Insgesamt wirkte er in mehr als 60 Film-und-Fernsehproduktionen als Schauspieler mit.
Rolf Römer verunglückte, als er am 27. Februar 2000 bei Gartenarbeiten mit Chemikalien Unkraut vernichten wollte. Dabei entzündeten sich die Chemikalien und die Kleidung von Römer fing Feuer. Er starb am 15. März 2000 im Alter von 64 Jahren in der Unfallklinik Marzahn an den Folgen seiner schweren Verbrennungen. Er fand seine letzte Ruhestätte im Familiengrab der Spechts auf dem Friedhof der Ev.-Luth. Kirchgemeinde von Moritzburg in Sachsen.

## Filmografie

### Schauspieler
- 1957: Die Schönste (nur Zensurfassung)
- 1958: Das Lied der Matrosen
- 1959: Claudia
- 1959: Senta auf Abwegen
- 1959: Verwirrung der Liebe
- 1960: Fahrt ins Blaue (TV)
- 1961: Die Liebe und der Co-Pilot
- 1961: Ein Sommertag macht keine Liebe
- 1961: Die gleiche Strecke (TV)
- 1961: Drei Kapitel Glück
- 1961: Eine Handvoll Noten
- 1961: Die letzte Nacht (TV)
- 1962: Auf der Sonnenseite
- 1962: Tanz am Sonnabend – Mord?
- 1963: Die Glatzkopfbande
- 1963: Die letzten (TV)
- 1963: Der Regenwettermann (TV)
- 1963: Marktplatz der Sensationen (TV)
- 1964: Der Mann mit der Maske (TV)
- 1964: Heiraten ist immer ein Risiko (TV)
- 1964: Das Lied vom Trompeter
- 1965: Die Abenteuer des Werner Holt
- 1965: Poker zu dritt (TV)
- 1965: Lots Weib
- 1965: … nichts als Sünde
- 1965: Wenn du groß bist, lieber Adam (26 Jahre verboten)
- 1966: Die Söhne der großen Bärin
- 1966: Der arme Konrad (TV)
- 1966: Die Sache mit dem Kühlschrank
- 1966: Jahrgang 45 (25 Jahre verboten)
- 1967: Rache I
- 1967: Chingachgook, die große Schlange
- 1967: Der Teufel auf Besuch
- 1968: Der Mord, der nie verjährt
- 1968: Abschied
- 1969: Mit mir nicht, Madam!
- 1970: He, Du!
- 1971: Hut ab, wenn du küsst!
- 1972: Einer ist Sarajevo
- 1972: Tecumseh
- 1973: Der Floh im Ohr (TV)
- 1974: Meine Frau macht Geschichten (TV)
- 1975: Die Bösewichter müssen dran
- 1976: Hostess
- 1976: Polizeiruf 110: Eine fast perfekte Sache (TV)
- 1976: Krach im Hochhaus (TV)
- 1976: Der Lampenschirm (TV)
- 1977: Pension Schöller (TV)
- 1977: Cyankali (TV-Studioaufzeichnung)
- 1978: Polizeiruf 110: Schuldig (TV)
- 1980: Glück im Hinterhaus
- 1981: Die Erbschaft (TV)
- 1984: La Mandragola (TV)
- 1993: Polizeiruf 110: Tod im Kraftwerk (TV)
- 1996: Unser Lehrer Doktor Specht (Fernsehserie, 5 Episoden)
- 1996: Fremde Heimat
- 1999: Tatort: Auf dem Kriegspfad (TV)

### Drehbuchautor
- 1968: Mit mir nicht, Madam!
- 1970: He, Du!
- 1970: Tödlicher Irrtum
- 1972: Tecumseh
- 1976: Hostess
- 1978: Polizeiruf 110: Schuldig (TV)

### Regie
- 1970: He, Du!
- 1976: Hostess
- 1978: Polizeiruf 110: Schuldig (TV)
- 1993: Kinder vom Don

## Hörspiele
- 1967: James Fenimore Cooper: Der letzte Mohikaner (Unkas) – Regie: Dieter Scharfenberg
- 1974: Alexander Wolkow: Der Zauberer der Smaragdenstadt (Goodwin) – Regie: Maritta Hübner (Kinderhörspiel – Rundfunk der DDR)
- 1981: Samuil Marschak: Das Tierhäuschen – Regie: Maritta Hübner (Kinderhörspiel – Rundfunk der DDR)
- 1991: Alexander Wolkow: Urfin und seine Holzsoldaten (Löwe) – Regie: Dieter Scharfenberg (Hörspiel – LITERA)
- 1991: Alexander Wolkow: Der Zauberer der Smaragdenstadt (Löwe und Din Gior) – Regie: Dieter Scharfenberg (Hörspiel – LITERA junior)
- 1998: Michail Bulgakow: Der Meister und Margarita – Regie: Petra Meyenburg (Hörspiel (30 Teile) – MDR)